# 芦庙乡
芦庙乡，是中华人民共和国河南省驻马店市西平县下辖的一个乡镇级行政单位。

## 行政区划
芦庙乡下辖以下地区：
芦庙村、韩庄村、顺河村、张崔吴村、宋营村、老庄村、合庄村、茨元村、蔡庄村、马迁庄村、徐庄村和八里庄村。